# Resolutie 2274 Veiligheidsraad Verenigde Naties
Resolutie 2274 van de Veiligheidsraad van de Verenigde Naties werd op 15 maart 2016 met unanimiteit aangenomen door de VN-Veiligheidsraad en verlengde de VN-hulpmissie in Afghanistan met een jaar.

## Achtergrond
In 1979 werd Afghanistan bezet door de Sovjet-Unie, die vervolgens werd bestreden door Afghaanse krijgsheren. Toen de Sovjets zich in 1988 terugtrokken raakten ze echter slaags met elkaar. In het begin van de jaren 1990 kwamen ook de Taliban op. In september 1996 namen die de hoofdstad Kabul in. Tegen het einde van het decennium hadden ze het grootste deel van het land onder controle en riepen ze een streng islamitische staat uit. In 2001 verklaarden de Verenigde Staten met bondgenoten hun de oorlog en moesten ze zich terugtrekken, waarna een interim-regering werd opgericht. Die stond onder leiding van Hamid Karzai die in 2004 tot president werd verkozen.

## Inhoud
In 2015 was een overgangsdecennium begonnen waarin de Afghaanse autoriteiten opnieuw de controle moesten krijgen over de veiligheid, het bestuur en de ontwikkeling van het land. Ze werden hierbij geholpen door de hulpmissie UNAMA, van dewelke het mandaat werd verlengd tot 17 maart 2017. Ook de steun van de internationale gemeenschap was van groot belang. Op de volgende NAVO-top in Warschau in juli en Afghanistan-conferentie in Brussel in oktober zouden belangrijke beslissingen worden genomen over de steun die het land zou krijgen.
In juli 2015 waren directe gesprekken gevoerd tussen de overheid en de Taliban in Pakistan. Extremistische groepen als de Taliban en Al Qaida en drugsbendes bleven in een aantal regio's een gevaar vormen. Ook de groeiende aanwezigheid van Islamitische Staat baarde zorgen. Er hadden meer zware gevechten plaatsgevonden rond de steden, met meer burgerslachtoffers tot gevolg. In 2015 waren er meer dan 11.000 slachtoffers geweest, waarvan 3545 doden, en waarbij 3000 kinderen. De meeste waren veroorzaakt door de Taliban, maar het aandeel veroorzaakt door troepen die aan de zijde van de regering stonden, waaronder de NAVO-troepen, was wel gestegen.

## Verwante resoluties
- Resolutie 2145 Veiligheidsraad Verenigde Naties (2014)
- Resolutie 2210 Veiligheidsraad Verenigde Naties (2015)

Lijst ·  2260 ·  2261 ·  2262 ·  2263 ·  2264 ·  2265 ·  2266 ·  2267 ·  2268 ·  2269 ·  2270 ·  2271 ·  2272 ·  2273 ·  2274 ·  2275 ·  2276 ·  2277 ·  2278 ·  2279 ·  2280 ·  2281 ·  2282 ·  2283 ·  2284 ·  2285 ·  2286 ·  2287 ·  2288 ·  2289 ·  2290 ·  2291 ·  2292 ·  2293 ·  2294 ·  2295 ·  2296 ·  2297 ·  2298 ·  2299 ·  2300 ·  2301 ·  2302 ·  2303 ·  2304 ·  2305 ·  2306 ·  2307 ·  2308 ·  2309 ·  2310 ·  2311 ·  2312 ·  2313 ·  2314 ·  2315 ·  2316 ·  2317 ·  2318 ·  2319 ·  2320 ·  2321 ·  2322 ·  2323 ·  2324 ·  2325 ·  2326 ·  2327 ·  2328 ·  2329 ·  2330 ·  2331 ·  2332 ·  2333 ·  2334 ·  2335 ·  2336